# Forces militaires de la république des Fidji
Les Forces militaires de la république des Fidji (en anglais, Republic of Fiji Military Forces, RFMF) assurent la défense de cet État océanien. Elles sont par ailleurs très impliquées dans les missions de maintien de la paix de l'Organisation des Nations unies à l'étranger. A contrario, aux Fidji même, les RFMF ont orchestré des coups d'État à trois reprises. Les forces armées sont ainsi intimement liées à l'histoire, à l'identité et à la vie politique du pays.

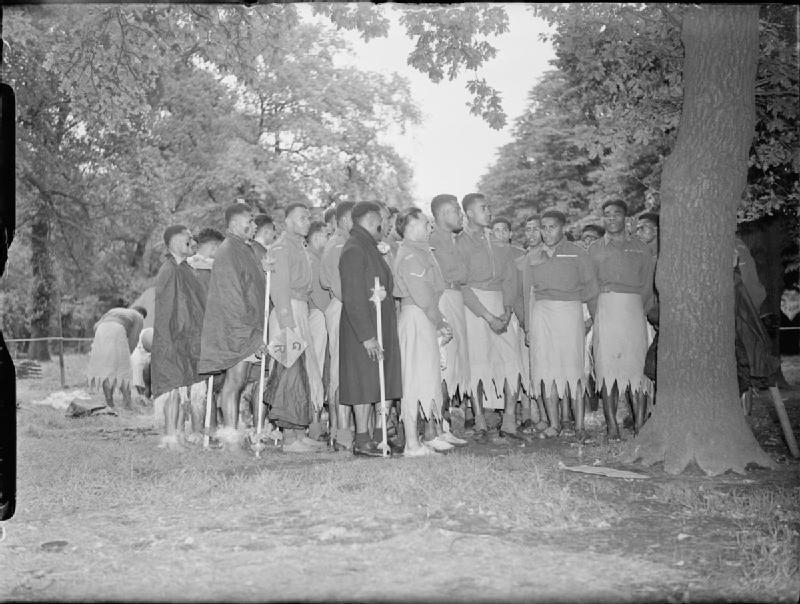
Soldats fidjiens à Kensington Gardens à Londres en 1946.

## Histoire

### Origines
Ayant unifié les Fidji sous son autorité dans les années 1850, le grand chef Ratu Seru Epenisa Cakobau fonde le royaume des Fidji en 1871, et s'en déclare roi. Cette même année, il établit la Police indigène armée (Armed Native Constabulary), pour l'aider notamment à réprimer les mouvements de rébellion. Cette force armée est maintenue après l'annexion des Fidji par l'Empire britannique en 1874.
Lors de la Première Guerre mondiale, les autochtones ne sont pas autorisés à partir au front, mais quelque 700 volontaires issus de la petite communauté de colons européens sont intégrés à l'armée impériale. À l'inverse pour la Seconde Guerre mondiale une véritable force militaire fidjienne est forgée parmi les autochtones, sous le commandement d'officiers néo-zélandais. Elle a compté jusqu'à 8 000 hommes pour une population non indienne d'environ 125 000 personnes. Celle-ci comprend à la fois une force d'infanterie et des forces spéciales (commando). À la demande du grand chef Ratu Sir Lala Sukuna, conseiller autochtone des autorités coloniales, les soldats fidjiens sont déployés aux îles Salomon, où ils prennent part aux combats contre les Japonais dans le cadre de la guerre du Pacifique. Durant cette campagne, le caporal Sefanaia Sukanaivalu reçoit à titre posthume la croix de Victoria, la plus haute distinction militaire britannique, pour héroïsme, et demeure une référence pour son pays à ce jour. De 1952 à 1956, le Premier bataillon du Régiment d'infanterie fidjien est déployé en Malaisie, aux côtés de soldats britanniques et du Commonwealth, pour y lutter contre l'insurrection communiste. Pour les vingt ans qui suivent, toutefois, les forces fidjiennes sont « en sommeil ».

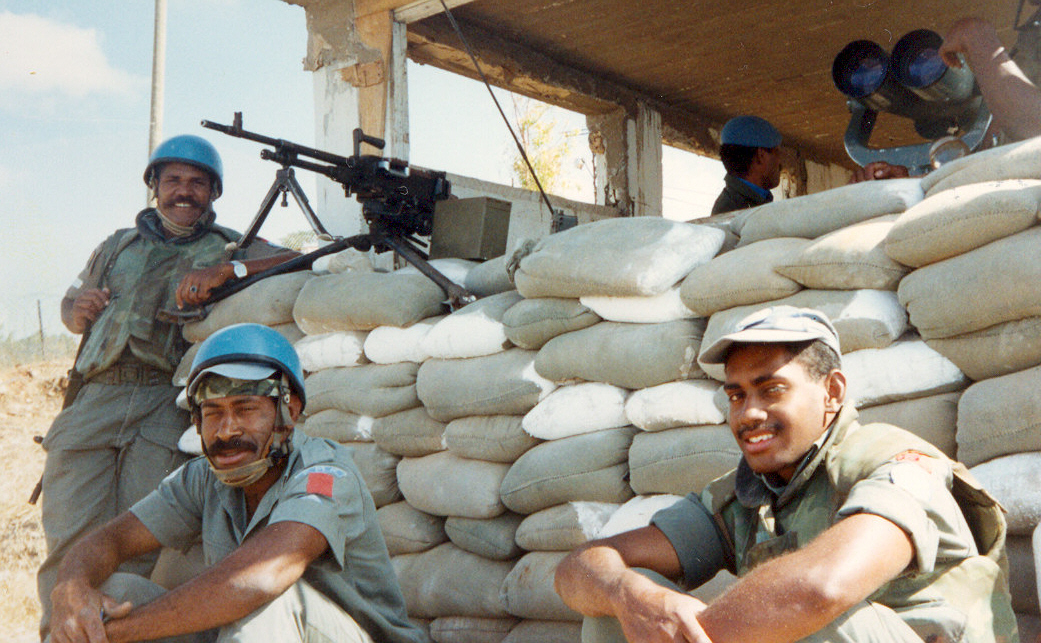
Soldats fidjiens de la FINUL au Liban en 1989.

### Missions de l'ONU
En 1970, les Fidji redeviennent un État souverain et reprennent donc pleinement le contrôle sur leurs forces armées. À cette date, l'acronyme RFMF signifie Royal Fiji Military Forces, car le pays est un royaume du Commonwealth. En 1978, pour la première fois, les RFMF participent à une opération de maintien de la paix dans le cadre de l'ONU : ils prennent part à la Force intérimaire des Nations unies au Liban (FINUL) de 1978 à 2002. De 1997 à 1999, cette force onusienne est d'ailleurs sous le commandement du général fidjien Jioje Koronte. En 1982, le Second bataillon du Régiment d'infanterie fidjien est déployé dans la Force multinationale et observateurs au Sinaï, entre l'Égypte et Israël. Il y demeure à ce jour. En 2013 les Fidji envoient des forces au plateau du Golan, dans le cadre de la Force des Nations unies chargée d'observer le dégagement (FNUOD). En août 2014, quarante-six soldats fidjiens y sont capturés par le Front al-Nosra dans le contexte de la guerre civile syrienne, puis relâchés deux semaines plus tard. En décembre, les autorités fidjiennes annoncent que certains de ses soldats au Golan vont être redéployés pour prendre part à nouveau à la FINUL au Liban.
Les forces fidjiennes ont également pris part à la Mission d'observation des Nations unies en Irak et au Koweït dans les années 1990, ainsi qu'à des opérations de maintien de la paix en Croatie, au Pakistan et en Angola. De 1998 à 2003, des forces fidjiennes participent à une mission internationale de maintien de la paix à l'île de Bougainville en Papouasie-Nouvelle-Guinée. Et à partir de 2003, les Fidjiens prennent part à la Mission régionale d'assistance aux îles Salomon, pilotée par l'Australie pour ramener la paix et l'ordre dans cet État en pleine décomposition.

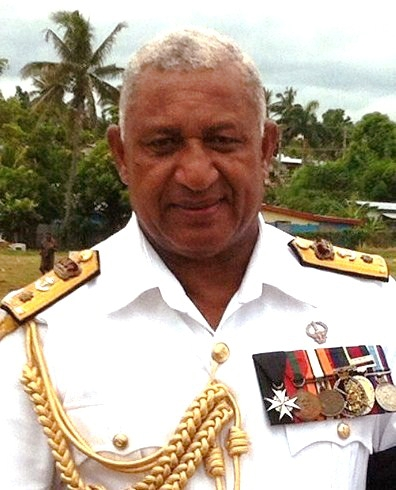
Le contre-amiral Voreqe Bainimarama, commandant des RFMF de 1999 à 2014 et auteur du coup d'État de 2006.

### Coups d'État
Les Fidji sont une nation multiethnique. Les deux principales communautés sont la population autochtone et celle composée de descendants d'immigrés indiens, venus travailler sur les plantations durant l'ère coloniale. Les forces armées sont composées presque exclusivement d'autochtones, l'armée et son histoire étant traditionnellement associés à la culture et à l'identité autochtones. Durant les dix-sept premières années qui suivent l'indépendance du pays en 1970, les conservateurs autochtones dominent la vie politique du pays. Les élections législatives d'avril 1987, toutefois, sont remportées par le Parti travailliste. Le nouveau gouvernement est dirigé par un autochtone, le docteur Timoci Bavadra, mais est majoritairement composé de ministres issus de la communauté indienne. Un mois plus tard, le gouvernement Bavadra est renversé par un coup d'État militaire, mené par le colonel Sitiveni Rabuka. Ce dernier proclame sa volonté que le pouvoir politique soit réservé aux autochtones. Il instaure un nouveau gouvernement, puis le renverse à son tour quatre mois plus tard et prend lui-même le pouvoir. À cette occasion, il fait des Fidji une république ; les forces armées changent de nom, tout en conservant l'acronyme « RFMF ». La démocratie n'est pleinement restaurée qu'en 1997 avec une nouvelle Constitution. Rabuka perd les élections de 1999, remportées à nouveau par le Parti travailliste. Pour la première fois un dirigeant issu de la communauté indienne, Mahendra Chaudhry, arrive au pouvoir,.
Le gouvernement Chaudhry est renversé et pris on otage l'année suivante par une milice civile, menée par George Speight, qui réclame lui aussi la suprématie politique des autochtones. Cette fois, l'armée est l'adversaire du coup d'État. Sous le commandement du contre-amiral Voreqe Bainimarama, les forces armées négocient la libération des otages, et Speight est arrêté. Quatre mois plus tard, une mutinerie éclate dans l'armée. Une poignée de soldats partisans de Speight tentent d'assassiner Bainimarama. Ce dernier survit, mais huit hommes sont tués dans les violences. Les élections de 2001 portent au pouvoir des nationalistes autochtones proches des idées de Speight et dirigés par le Premier ministre Laisenia Qarase,.
Les relations s'enveniment entre Qarase et Bainimarama. Ce dernier accuse Qarase de mener une politique discriminatoire à l'encontre de la minorité indienne. Lorsque Qarase envisage une amnistie pour les auteurs du coup d'État de 2000 et qu'il annonce son intention de réserver aux autochtones la propriété des terres côtières, Bainimarama le renverse, lors d'un nouveau coup d'État en décembre 2006. S'ensuivent huit années de dictature militaire, avant la tenue d'élections en septembre 2014,.

## Fonctions et composition
Les RFMF sont chargées statutairement de la défense de la nation et du soutien aux forces de police et de surveillance maritime pour le maintien de l'ordre. Elles ont également pour fonction de participer au développement de la nation, en aidant notamment à la construction des infrastructures rurales et aux formations professionnalisantes de la jeunesse. Elles peuvent également être déployées à l'étranger pour des missions d'aide humanitaire -c'est le cas après le séisme de décembre 2024 au Vanuatu- ou d'aide au maintien de l'ordre - c'est le cas après les émeutes à Honiara, aux Îles Salomon, en novembre 2021.
Depuis mars 2021, le commandant des forces armées est le major général Ro Jone Kalouniwai (en), successeur du commodore Viliame Naupoto (2015-2021) qui avait succédé à Mosese Tikoitoga (2014-2015), lui-même successeur du commodore Voreqe Bainimarama, en poste depuis 1999,. L'article 131 de la Constitution de 2013 confirme que le commandant militaire des RFMF « exerce le commandement exécutif militaire » sur ces forces, plutôt que le chef de l'État ou du gouvernement. En accord avec l'article 81, le président de la république des Fidji est le commandant-en-chef des RFMF, mais à titre purement « cérémoniel ».
Les RFMF se composent d'une force terrestre « bien équipée » et constituée d'environ 3 000 hommes, divisés en trois bataillons d'infanterie, et d'une force maritime d'environ 300 hommes. La Marine fidjienne dispose de neuf vaisseaux de guerre de type patrouilleur,.